# 热旦寺 (墨竹工卡县)
热旦寺，位于西藏自治区拉萨市墨竹工卡县扎雪乡落珠村，是一座藏传佛教寺院。

## 简介
热旦寺位于西藏自治区拉萨市墨竹工卡县扎雪乡。为藏传佛教寺院。
2012年，该寺的僧人旦增被评为西藏自治区爱国守法先进僧尼。
2013年4月23日，拉萨市人大教科文卫委员会主任委员格列、拉萨市特殊学校校长李林、拉萨市广电局副局长罗红卫等人来到墨竹工卡县查看“广播影视进村、进户、进寺工程”建设进展情况，其间到扎雪乡热旦寺查看 “舍舍通”和僧舍情况。